# Bernhard Milenius

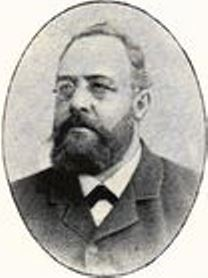
Bernhard Milenius.

Anders Bernhard Milenius, född 15 juni 1846 i Floda socken, Kopparbergs län, död 27 juli 1892 på Grandalen i Tjällmo församling, Östergötlands län, var en svensk läkare.
Milenius blev student vid Uppsala universitet 1868, medicine kandidat 1876 och medicine licentiat 1881. Han var provinsialläkare i Svegs distrikt i Jämtlands län 1881–1882, distriktsläkare i Ljusne distrikt i Gävleborgs län 1882–1885 och provinsialläkare i Tjällmo distrikt i Östergötlands län från 1885.
Milenius var den förste ordinarie innehavaren av distriktsläkartjänsten i Ljusne. I kungligt brev av den 29 juli 1876 hade Kungl. Maj:t, på begäran av grosshandlare Wilhelm Kempe, medgivit att den privata läkare, som anställts vid Ljusne såg, fick räkna tjänsteår som distriktsläkare av ett distrikt, omfattande Ljusne och Ala sågverk, Maråkers bruk och byarna Norrljusne och Sörljusne. Tjänsten skulle tillsättas och avlönas av ägaren till Ljusne sågverk, sedan Medicinalstyrelsen prövat och godkänt den föreslagnes kompetens. Kempe hade också ingått ett avtal, varigenom ägaren till Ala sågverk med 1/3 skulle deltaga i lönen och omkostnaderna för läkaren, vilket avtal även vann offentlig sanktion.